# کمشچه (اردستان)
کمشچه یک روستا در ایران است که در استان اصفهان واقع شده‌است. کمشچه ۶۳ نفر جمعیت دارد.